# 反目
| ウィキペディアには「反目」という見出しの百科事典記事はありません（タイトルに「反目」を含むページの一覧/「反目」で始まるページの一覧）。 代わりにウィクショナリーのページ「反目」が役に立つかもしれません。 |